# Spodoptera uniformis
Spodoptera uniformis là một loài bướm đêm trong họ Noctuidae.